# Interlaken (distrikt)
Interlaken var fram till 31 december 2009 ett amtsbezirk i kantonen Bern, Schweiz.

## Kommuner
Interlaken var indelat i 23 kommuner:
- Beatenberg
- Bönigen
- Brienz
- Brienzwiler
- Därligen
- Grindelwald
- Gsteigwiler
- Gündlischwand
- Habkern
- Hofstetten bei Brienz
- Interlaken
- Iseltwald
- Lauterbrunnen
- Leissigen
- Lütschental
- Matten
- Niederried bei Interlaken
- Oberried am Brienzersee
- Ringgenberg
- Saxeten
- Schwanden bei Brienz
- Unterseen
- Wilderswil